# هاشیبا هیده‌کاتسو
هاشیبا هیده‌کاتسو (به ژاپنی: 羽柴秀勝 Hashiba Hidekatsu)؛ ۱۵۶۸ – ۲۹ ژانویه ۱۵۸۶) نام دوران کودکی اوتسوگی (於次) یک سامورایی اهل ژاپن بود. او چهارمین پسر اودا نوبوناگا بود و توسط تویوتومی هیده‌یوشی به فرزندخواندگی پذیرفته شده بود. او پس از مرگ پدرش نوبوناگا در سال ۱۵۸۲ به خدمت هیده‌یوشی درآمد و در سال ۱۵۸۶ به‌طور ناگهانی درگذشت. برخی معتقدند که او به دست هیده‌یوشی به قتل رسیده‌است.

## خانواده
- پدر: اودا نوبوناگا (۱۵۳۶–۱۵۸۲)
- برادران:
  - اودا نوبوتادا (۱۵۵۷–۱۵۸۲)
  - اودا نوبوکاتسو (۱۵۵۸–۱۶۳۰)
  - اودا نوبوتاکا (۱۵۵۸–۱۵۸۳)
  - هاشیبا هیده‌کاتسو (۱۵۶۷–۱۵۸۵)
  - اودا کاتسوناگا (۱۵۶۸–۱۵۸۲)
  - اودا نوبوهیده (۱۵۷۱–۱۵۹۷)
  - اودا نوبوتاکا (۱۵۷۶–۱۶۰۲)
  - اودا نوبویوشی (۱۵۷۳–۱۶۱۵)
  - اودا نوبوسادا (۱۵۷۴–۱۶۲۴)
  - اودا نوبویوشی (مرگ ۱۶۰۹)
  - اودا ناگاتسوگو (مرگ ۱۶۰۰)
  - اودا نوبوماسا (۱۵۵۴–۱۶۴۷)
- خواهران:
  - توکوهیمه (۱۵۵۹–۱۶۳۶)
  - فویوهیمه (۱۵۶۱–۱۶۴۱)
  - هیده‌کو (مرگ ۱۶۳۲)
  - ای هیمه (۱۵۷۴–۱۶۲۳)
  - هون‌این
  - سان نو مارو دونو (مرگ ۱۶۰۳)
  - تسوروهیمه (همسر ناکاگاوا هیده‌ماسا)